# 日本の小型船舶教習所一覧
日本の小型船舶教習所一覧（にほんのこがたせんぱくきょうしゅうじょいちらん）は、日本全国の小型船舶教習所の一覧。

## 全国

### 登録小型船舶教習所
- （一財）日本船舶職員養成協会

## 北海道

### 登録小型船舶教習所
- 北海道函館水産高等学校
- 国立小樽海上技術学校

### 登録外小型船舶教習所
- 札幌船舶免許教室
- 南北海道ボート教習所札幌校
- ノースマリンボートライセンス・スクール
- 札幌海洋技術専門学院
- カタオカボートライセンスライセンススクール
- 高島産業
- オオヌマボート免許教室
- 小樽港マリーナボート免許教室
- 一映マリーン企画
- シーアイ小型船舶教習所
- やまもとウォータースポーツスクール
- 北海道ボートライセンススクール
- 北日本海技教習所
- 勇払マリーナボート免許教室
- 北海ボート免許教室
- HKマリンスクール

## 青森県

### 登録小型船舶教習所
- 八戸小型船舶教習所
- 東北小型船舶免許センターhttp://www.touhoku-kogata.co.jp/

### 登録外小型船舶教習所
- 青森マリーナ

## 岩手県

### 登録小型船舶教習所
- 岩手県立宮古水産高等学校

### 登録外小型船舶教習所
- 海太郎海遊学院

## 宮城県

### 登録小型船舶教習所
- 宮城県水産高等学校

### 登録外小型船舶教習所
- 宮城小型船舶教習所
- 塩竃ボートライセンススクール
- くろしおボート免許教室
- 小型船舶気仙沼教習所

## 秋田県

### 登録小型船舶教習所
- ボートライセンス東北

### 登録外小型船舶教習所
- マリーナ秋田
- エム・ワン大曲

## 山形県

### 登録小型船舶教習所
- マリンライセンス教育センター

### 登録外小型船舶教習所
- シンドーマリン
- M.S Ocean's倶楽部
- プロテクト.2000.サービス
- 佐藤宏栄
- マリン・ガレージLips
- 海山屋

## 福島県

### 登録外小型船舶教習所
- FOR LIFE マリンライセンススクール
- みとみ学園ライセンスアカデミー
- J-BOX
- ガレージアッシュ

## 茨城県

### 登録小型船舶教習所
（株）茨城海技学院
http://www.ibarakikaigi.jp/

### 登録外小型船舶教習所
- クニマリンスクール
- 水郷ボートサービス

## 栃木県

### 登録外小型船舶教習所
- 栃木マリン

## 群馬県

### 登録外小型船舶教習所
- 群馬ボートライセンススクール　http://gbls.jp
- 神流湖ボートライセンススクール

## 埼玉県

### 登録外小型船舶教習所
- Dolphin boat
- マリンショップエニシ
- 東京ボート
- A. Sボートスクール
- サバスマリン

## 千葉県

### 登録小型船舶教習所
- 千葉県立館山総合高等学校
- 千葉県立銚子商業高等学校
- 国立館山海上技術学校
- 登録小型船舶教習所 MARINE GATE

### 登録外小型船舶教習所
- マリーナ千葉
- 柏ボート免許教室
- コニーエンタープライズ
- ポイズ
- MGマリーン
- アローマリン
- セントラル
- 習志野マリンサービス

## 東京都

### 登録小型船舶教習所
- オーシャンシステム
- 日本船舶職員養成協会
- サウスランドマリンクラブ
- tokyo harbou

### 登録外小型船舶教習所
- ボートスクールE&M
- MLOボートライセンススクール
- JACSボートライセンススクール
- ナビゲーションスクール
- 海洋スポーツ指導員協会
- 海洋計画
- 勝どきマリーナ
- ハーフ シーズ オーバー
- よしみ屋ボートスクール
- マリーナリトルオーシャン
- JACSボートライセンススクール
- ウツギボートライセンス
- ボートスタッフ
- 東京セール・アンド・パワー・スコードロン
- ふじMEP
- ボートスクールE&M
- ショウエイ・マリン
- ベルソン
- ヤマハ藤田

## 神奈川県

### 登録小型船舶教習所
- オーシャンシステム
- イーエムシー江の島モーターボートクラブ
- 神奈川県立神奈川総合産業高等学校

### 登録外小型船舶教習所
- 湘南ベイハウス
- 湘南ライセンス
- ヤマハボート免許センター東日本
- 横浜マリンアカデミー
- 横浜マリン海技学院
- UYフラッグ
- ケーエムシー横浜マリーナ
- 平野ボート
- 八十島教習所
- 西湘ボートスクール
- 箱根芦ノ湖教習所
- Kマリンスポーツ
- 湘南マリーナ
- 湘南マリーン総合学院
- 小坪マリーナ
- 江間マリンスクール
- J・M・B・S
- マリンボックス100 http://www.marinebox.co.jp
- 協立マリン
- リビエラリゾートシーボニア

## 新潟県

### 登録外小型船舶教習所
- タカハシ上越店
- タネムラマリーナ
- 新潟マリンサービス
- ドッグマリン
- 新潟マリーナ
- タカハシ新潟万代マリーナ
- 村上マリーナ

## 富山県

### 登録小型船舶教習所
- 富山県立滑川高等学校

### 登録外小型船舶教習所
- 日本海マリン城光寺マリーナ
- ジョイマリンエンジニアリング
- 日本海マリン新湊マリーナ店
- スズキマリン北陸営業所
- ジョイマリン富山
- 富山マリーナ
- マリンサポートサービス

## 石川県

### 登録小型船舶教習所
- 日本海洋登録小型船舶教習所

### 登録外小型船舶教習所
- エミマリン
- 北陸ボート免許
- カイナル・金港マリンサービス
- 能登シーサイドハーバーたちばな

## 福井県

### 登録外小型船舶教習所
- 金井海事事務所
- 嶋田商会（福井小型船舶免許教習所）
- S-marine

## 山梨県

### 登録外小型船舶教習所
- ヨットハウス牛山

## 長野県

### 登録外小型船舶教習所
- ウィンド・ウェーブ
- 野尻湖マリンサービス
- 小型船舶野尻湖教習所
- エトランゼ免許スクール
- マリンオート諏訪
- アルプスマリーン

## 岐阜県

### 登録外小型船舶教習所
- 岐阜ボートライセンススクール

## 静岡県

### 登録外小型船舶教習所
- 沼津ボート免許センター
- 沼津マリーナ
- 熱海マリーナ
- 下田ボートサービス
- 伊豆松崎マリーナ
- ボースンカンパニー
- 浜名湖オーシャンマリン
- スズキマリーナ浜名湖
- 用宗免許事務センター
- 三保マリーナ免許教室
- 中田小型船舶免許
- 静岡小型船舶学苑
- マリンオフィスK
- スルガマリンサービス
- 小林海事事務所
- シーライン
- キャプテン倶楽部
- スルガマリーナ
- 梅田海事事務所

## 愛知県

### 登録小型船舶教習所
- 高橋海事事務所
- 愛知県立三谷水産高等学校

### 登録外小型船舶教習所
- マリンポート鳥新
- 出光マリンズ三河
- S・V・L免許教室
- 愛知県モーターボート教習所
- 名古屋モーターボート教習所
- モリシタマサコボート免許教室
- ヤマハボート免許センター中部
- 田原マリーナ
- 豊橋ボート免許教室
- 滝川海技教習所
- 名鉄西浦マリーナ
- ソーラーマリン
- 呑龍マリン
- スズキマリーナ三河御津
- 波多野ボート免許教室
- 日産マリーナ東海
- NTPボートライセンススクール
- シップス
- グレートマリン
- Jメイトボートライセンススクール
- 木曾川マリーナ
- 愛知県ボート免許センター
- 衣浦マリン観光サービス
- 常滑マリーナ
- ビッグロブスタークラブ
- 一宮ボートスクール
- 新城ボート免許教室

## 三重県

### 登録小型船舶教習所
- 三重県立水産高等学校
- 鳥羽商船高等専門学校

### 登録外小型船舶教習所
- 伊勢湾商事
- マリン御殿場ライセンススクール
- ダイイチ河芸支店
- 伊勢湾マリーナ
- ダイイチ伊勢支店
- マリーナ伊勢
- 鈴木免許事務所
- アイ総合企画
- 三重小型船舶事務所
- 橋川海事代理士事務所

## 滋賀県

### 登録小型船舶教習所
- （一財）日本船舶職員養成協会近畿http://www.jeiskinki.or.jp/
- 滋賀ボート免許センター

### 登録外小型船舶教習所
- 滋賀ボート免許スクール
- マリンプラザ吉田
- ボートライセンス琵琶湖®
- 大津ボート免許教室
- 京都モーターボートクラブ
- 琵琶湖アドベンチャーボートライセンススクール
- イヅツマリーナ
- ロータリーピア88
- ヤンマーマリーナ・ボート免許教室
- BSCインターナショナル
- ビワコワニヨットクラブ

## 京都府

### 登録小型船舶教習所
- （一財）日本船舶職員養成協会近畿http://www.jeiskinki.or.jp/

### 登録外小型船舶教習所
- デッキワークボートライセンススクール
- 大阪マリンアオイマリーナ
- ケーブラット

## 大阪府

### 登録小型船舶教習所
- （一財）日本船舶職員養成協会近畿http://www.jeiskinki.or.jp/
- 大阪府モーターボート連盟

### 登録外小型船舶教習所
- 大阪ボート免許教習所
- マリンボートスクール
- マリンプラザ吉田
- リブレボート免許教室
- 大阪マリン大阪支店
- シーフェローズボートライセンススクール
- ブルーライン
- 中之島ボート免許教室
- ボートライセンス大阪 ®
- 大阪府モーターボート連盟
- 小山ボート免許教室
- ボート免許近畿教室
- ヤンマーマリーナ・スクールカウンター梅田
- 尚山学園
- 大阪ボート免許教習所
- 木阪製作所
- イシバシマリンボートライセンススクール
- オーシャンマリンライセンススクール
- ジャパンマリンスポーツSALT

## 兵庫県

### 登録小型船舶教習所
- （一財）日本船舶職員養成協会近畿http://www.jeiskinki.or.jp/
- 近畿小型船舶教習所http://www.kinkikogata.jp/

### 登録外小型船舶教習所
- アサヒボートライセンススクール
- ボートライセンス・神戸®
- ヤマハボート免許センター西日本
- 山下小型船舶免許教習所
- ボートライセンス姫路®
- ホワイトウェイブボートライセンススクール
- マリンガイドボートスクール
- 日本海マリーナ
- 城崎温泉マリーナ
- 神戸マリーナ
- ボートライセンス西宮®
- 近畿小型船舶教習所
- ヤマハ藤田

## 奈良県

### 登録小型船舶教習所
- （一財）日本船舶職員養成協会近畿http://www.jeiskinki.or.jp/

## 和歌山県

### 登録小型船舶教習所
- （一財）日本船舶職員養成協会近畿http://www.jeiskinki.or.jp/

### 登録外小型船舶教習所
- 平成ボート免許教室
- シーフェローズ（和歌山ボート免許講習所）
- シーズボートライセンススクール

## 鳥取県

### 登録外小型船舶教習所
- 山陰ヤンマー

## 島根県

### 登録小型船舶教習所
- MSTC
- 島根県立浜田水産高等学校

### 登録外小型船舶教習所
- マリンライセンス

## 岡山県

### 登録外小型船舶教習所
- 日本船舶海技学院・本校
- O.Kボート免許教室
- 岡山マリン
- 斉田海事事務所
- エビス海事事務所
- 王子マリーナボート免許スクール
- オバタボート

## 広島県

### 登録小型船舶教習所
- （財）日本船舶職員養成協会中国事務所
- 中国船舶職員養成協会
- 尾道海技学院
- 海上自衛隊第1術科学校 - 自衛官のみ入校可能。

### 登録外小型船舶教習所
- 全国小型船舶免許センター
- 広島小型船舶教習所
- 広島ボート免許教室
- デルタマリン
- 福山ボート免許講習会

## 山口県

### 登録小型船舶教習所
- 関門海技協会

### 登録外小型船舶教習所
- エンリッチ
- 徳山マリン
- 山陽マリンセンター
- サーフサイド

## 徳島県

### 登録外小型船舶教習所
- 小松島マリーナ
- 四国マリーナ
- 笠井マリン
- J.S.P.EDDY

## 香川県

### 登録外小型船舶教習所
- 三好海事事務所
- 真鍋海事事務所ボート免許教室
- 仁尾マリーナ
- 日産マリーン・フォーク四国
- 合田マリン
- 屋島マリーナ
- 瀬戸内マリン
- 瀬戸マリーナ
- OKジェットライセンス

## 愛媛県

### 登録小型船舶教習所
- 金岡海事事務所
- 村上猛海事事務所

### 登録外小型船舶教習所
- 親和マリンボート免許教室
- 島原モータース
- イースタンマリーナ
- 新居浜マリーナサービス
- 今治海技免許センター（飯尾海事事務所）
- IYOボートライセンススクール
- 西日本ボート免許教室
- 小林海事事務所
- ボート免許四国教室
- ブルーエンジェル
- ガイヤボートスクール（やました海事事務所）
- ジェットプロジェクト
- アンカレッジマリーナ
- ヤマイチマリン

## 高知県

### 登録外小型船舶教習所
- 門田海事事務所
- 太平洋マリン
- 高知キャプテンクラブ
- 宇佐オーシャンマリーナ
- 宇佐マリン
- 中村ボート免許教室
- オガワマリンサービス

## 福岡県

### 登録小型船舶教習所
- 堀川登録小型船舶教習所
- ボート免許センター
- オーシャン登録小型船舶教習所

### 登録外小型船舶教習所
- ライセンス
- 吉岡海事事務所
- SK商会
- 九州マリンスクール
- マリンロード
- ヤマハマリンS&S

## 佐賀県

### 登録小型船舶教習所
- 堀川登録小型船舶教習所

### 登録外小型船舶教習所
- 佐賀マリン商会
- 伊万里マリーナ

## 長崎県

### 登録外小型船舶教習所
- アルパライセンス
- ヤマハマリン西九州

## 熊本県

### 登録外小型船舶教習所
- シークルーズ
- 久保晃
- 熊本ヤマハ
- 宇土マリーナボート免許教室

## 大分県

### 登録小型船舶教習所
南九州小型船舶免許センター
http://bwave.junglekouen.com/

### 登録外小型船舶教習所
- 九州ボートスクール
- 大分海技免許養成所
- 日豊マリーンサービス
- 九州小型船舶教習所
- エフ・カンパニー

## 宮崎県

### 登録外小型船舶教習所
- 高見海事事務所
- 日輪社
- マリンメイト宮崎海技
- 斉藤ボート免許教室

## 鹿児島県

### 登録外小型船舶教習所
- ISOマリンハウス
- 鹿屋海技

## 沖縄県

### 登録小型船舶教習所
- ひかり海事事務所
- 沖縄マリン
- まどか海事事務所
- オーシャン・パーティー
- 沖縄県立沖縄水産高等学校
- 沖縄県立宮古総合実業高等学校

### 登録外小型船舶教習所
- Xpowerマリンスクール
- 那覇小型船舶教習所
- リキパラダイス
- オーシャン・パーティー
- うるまボート免許教室
- マリンショップ宝島
- 宮古島ボート免許教習所